# Eunice floridana
Eunice floridana är en ringmaskart som först beskrevs av Pourtalès 1867.  Eunice floridana ingår i släktet Eunice och familjen Eunicidae. Inga underarter finns listade i Catalogue of Life.